# Big Rigs: Over the Road Racing
Big Rigs: Over the Road Racing es un videojuego para PC de carreras programado por la empresa Stellar Stone LLC que salió a la venta en el 2003.
En el empaque de Big Rigs establece que el objetivo principal del juego es conducir un camión semirremolque (conocido coloquialmente en inglés como «Big Rig») a un lugar seguro con el fin de entregar la carga ilegal que transporta, evitando al mismo tiempo la policía local. En realidad, no hay policías en el juego, tales objetivos no se reflejan en el juego en sí y no hay carga conectada al camión. La mayor parte del juego se centra en el jugador compitiendo con su camión contra otros conductores hasta la línea de meta. Sin embargo, los vehículos oponentes que son controlados por la computadora no cuentan con la IA necesaria para su funcionamiento, por lo que nunca se mueven de la posición de partida. Además, debido a la falta de detección de colisiones, no hay obstáculos contra que chocar dentro del juego, se puede salir del mapa con facilidad y las leyes de la física se pueden violar con frecuencia.
Big Rigs: Over the Road Racing recibió comentarios muy negativos, muchas de las críticas para el juego fueron dirigidas a la falta de detección de colisiones, errores frecuentes, sin sonido (exc. por los de motores), efectos visuales pobres, y la grave falta de funcionalidad. Como resultado, el juego es ahora, por lo general, considerado como uno de los peores videojuegos de todos los tiempos.
El programador líder de desarrollo, Sergey Titov, informó en los foros de la web que quien hubiera comprado el juego podría cambiarlo por cualquier otro de la compañía.

## Modo de juego
Según lo que se explica en la caja del juego, el simple objetivo del mismo es tomar el control de un camión y competir contra otros (controlados por la inteligencia artificial, también llamada IA o AI por sus iniciales en inglés), transportando cargas ilegales y pasando por varios checkpoints hasta la meta evitando la persecución policial. El juego comienza con dos opciones de carrera. Una es la carrera personalizada (Custom Race) y la otra es la carrera aleatoria (Random Race). La carrera personalizada permite elegir entre cuatro camiones diferentes. El juego también cuenta con cinco pistas para competir. 

### Fallas detectadas
Sin embargo, desde el inicio de la carrera se puede observar que no existe ningún tipo de IA. Por lo tanto, ninguno de los camiones contra los que se compite es capaz de moverse y tampoco aparecen vehículos policiales. 
Por otra parte, solamente hay cuatro camiones son jugables, que son totalmente idénticos. De las cinco pistas por seleccionar solo cuatro de ellas son jugables. En la última pista de la ciudad de noche (nightride) no se encontró datos,solo una textura de un cielo de dia según el sitio web The Cutting Room Floor,que no representa la imagen puesta en la selección del mapa,al elegirla, se cuelga el juego, incluso en sistemas Windows posteriores.
Otra característica es que no hay obstáculos durante la carrera, ya que se puede traspasar cualquier objeto del juego, incluyendo casas, puentes y faros (debido a la falta del detector de colisiones). A esto se le agrega que el camión del jugador puede subir pendientes de noventa grados ignorando los efectos de la gravedad. También es posible acelerar marcha atrás hasta llegar a 1.98×1037 KM/H o más de 1028 veces la velocidad de la luz y frenando automáticamente en seco una vez que se suelta el botón de retroceso. 
Las opciones de personalización no existen, ya que el usuario no puede cambiar los controles ni la resolución de la pantalla.
A veces, el juego no se reinicia correctamente si el jugador había completado la pista con anterioridad, dando como resultado un cierre prematuro de la partida en curso.
los mapas no cuentan con un límite, es decir, el jugador puede salirse, terminar en un espacio gris interminable y regresar a la carrera cuando lo desee.
Otro error aparece al finalizar la carrera. Una vez que el jugador llega a la meta aparece en la pantalla You're Winner [sic], que traducida al español significa Tú eres ganador. Pero según la gramática inglesa el texto debería ser You're the Winner (Tú eres el ganador) o, con uno de los parches, You Win (Ganaste).
Stellar Stone había lanzado algunos parches que corregirían algunos errores, como la IA de los camiones oponentes, el reemplazo de You're Winner [sic] por You Win, y una pista espejo de la primera pista (Forgotten Road 1), rellenando la falta de datos de la quinta pista (nightride), pero no hubo manera alguna de corregir errores comunes como que el jugador pudiera salirse de la pista, la falta del detector de colisiones o los nulos efectos de la gravedad en la física del juego.

## Recepción
El juego ha recibido innumerables críticas negativas. Metacritic puntuó al juego con 8 puntos sobre 100 posibles. GameRankings le dio un promedio de 3,83%, el puntaje más bajo en la historia de dicho sitio web. Matt Wadleigh, de Thunderbolt Games, expresó: "Ojalá pudiera rescatar algo positivo en Big Rigs, pero simplemente no hay nada", puntuando al juego con 1/10. X-Play se negó a evaluar el juego, ya que su sistema, que va del 1 al 5, no maneja ceros. Netjak puntuó al juego con un 0. Alex Navarro, de GameSpot, sentenció: "Big Rigs recibió el puntaje más bajo en la historia de GameSpot, un 1/10. Y con 'más bajo' me refiero a que es imposible ser peor. No utilizamos los ceros para evaluar, pero tal vez deberíamos hacerlo con Big Rigs". Por dichas razones y por las críticas de parte de muchísimos de los jugadores, es considerado uno de los peores juegos comerciales de la historia.
Este juego fue revisado por James Rolfe, conocido como Angry Video Game Nerd, que  dijo que "en términos de funcionamiento... es el peor juego jamás creado".